# Пенрен (Калифорнија)
Пенрен (енгл. Penryn) насељено је место без административног статуса у америчкој савезној држави Калифорнија.

## Демографија
По попису из 2010. године број становника је 831.
| Група             | 2000.    | 2010.       |
| Белци             | 0 (0,0%) | 672 (80,9%) |
| Афроамериканци    | 0 (0,0%) | 3 (0,4%)    |
| Азијати           | 0 (0,0%) | 32 (3,9%)   |
| Хиспаноамериканци | 0 (0,0%) | 79 (9,5%)   |
| Укупно            | 0        | 831         |